# Achillea abrotanoides
Achillea abrotanoides là một loài thực vật có hoa trong họ Cúc. Loài này được (Vis.) Vis. mô tả khoa học đầu tiên năm 1847.